# Amy-Jill Levine
Amy-Jill Levine é professora de Estudos sobre o Novo Testamento e Estudos Judaicos na Universidade Vanderbilt. É investigadora e autora de diversos livros sobre o tema do Jesus histórico, entra os quais The Historical Jesus in Context (Princeton), The Misunderstood Jew: The Church and the Scandal of the Jewish Jesus (HarperOne) e Feminist Companions to the New Testament and Early Christian Writings (Continuum). É co-autora, juntamente com Marc Brettler, de Jewish Annotated New Testament (Oxford) e, juntamente com Douglas Knight de The Meaning of the Bible: What The Jewish Scriptures and the Christian Old Testament Can Teach us (HarperOne).